# 佛州聯盟
佛州聯盟（英語：Florida State League），是美國佛羅里達州的一個美國職棒小聯盟附屬聯盟，該聯盟於1919年創立，原隸屬於大聯盟的高階1A系統。後來在2021年小聯盟重組後降級到低階1A系統。該聯盟在2021年短暫改名為低階1A東南區後，在2022年恢復原名，並成為1A的聯盟。
該聯盟於1928年曾暫停運營，並於1936年恢復，1942年到1945年間因二戰而再度停擺。
2001年，因為911恐攻事件，導致該聯盟的冠軍賽首次取消。2004年，因為颶風伊凡肆虐佛州而導致季後賽全面取消。2017年，佛州再因颶風艾瑪侵襲而取消聯盟冠軍賽。2019年，季後賽又因颶風多利安侵襲而取消。
2020年，因為COVID-19疫情的大爆發，使得小聯盟賽季全面暫停。2021年球季開始前，佛州聯盟暫時改名叫低階1A東南區。不過大聯盟後來收購小聯盟的名稱版權，因此低階1A東南區在2022年球季又改回原名佛州聯盟。

## 目前球隊
| 分區         | 球隊           | 原文名       | 大聯盟球隊   | 所在地              | 球場              | 球場容納人數 |
| ------------ | -------------- | ------------ | ------------ | ------------------- | ----------------- | ------------ |
| 東區         | 戴通納烏龜     |              | 辛辛那提紅人 | 戴通納海灘          | 傑基·羅賓森棒球場 | 4200         |
| 朱庇特槌頭   |                | 邁阿密馬林魚 | 朱庇特       | 羅傑·汀恩體育場     | 6871              |              |
| 棕櫚灘紅雀   |                | 聖路易紅雀   | 朱庇特       | 羅傑·汀恩體育場     | 6871              |              |
| 聖露西大都會 |                | 波士頓紅襪   | 聖露西港     | 三葉草公園          | 7160              |              |
| 西區         | 布雷登頓掠奪者 |              | 匹茲堡海盜   | 布雷登頓            | LECOM公園         | 8500         |
| 清水長尾鮫   |                | 費城費城人   | 清水市       | BayCare棒球場       | 8500              |              |
| 達尼丁藍鳥   |                | 多倫多藍鳥   | 達尼丁       | TD棒球場            | 8500              |              |
| 麥爾茲堡壯蚌 |                | 明尼蘇達雙城 | 麥爾茲堡     | 哈蒙德體育場        | 9300              |              |
| 萊克蘭飛虎   |                | 底特律老虎   | 萊克蘭       | 喬克·馬昌特體育場   | 8500              |              |
| 坦帕海鰱     |                | 紐約洋基     | 坦帕         | 喬治·史坦布瑞納球場 | 11026             |              |

|  |

- 西區
- 東區

## 外部連結
- 小聯盟官方網站 （页面存档备份，存于）